# Saison 2019-2020 des Rockets de Houston
La saison 2019-2020 des Rockets de Houston est la 53e saison de la franchise en National Basketball Association (NBA) et la 49e saison dans la ville de Houston.
Durant l'intersaison, la franchise transfère Chris Paul pour acquérir Russell Westbrook, ancien coéquipier de James Harden au Thunder d'Oklahoma City. Les deux joueurs sont sélectionnés au NBA All-Star Game 2020 au mois février, au cours duquel les deux coéquipiers obtiennent des moyennes de 30 points et 5 passes décisives chacun, record jamais enregistré dans l'histoire de la ligue. Puis l'équipe va transférer les joueurs de grande taille afin de jouer un basket "small ball", basé sur le tir à trois points.
La saison a été suspendue par les officiels de la ligue après les matchs du 11 mars  après l'annonce que Rudy Gobert était positif au COVID-19. Le 12 mars 2020, le président de la ligue Adam Silver annonce que le championnat est arrêté pour "au moins 30 jours". La franchise reprend la saison régulière le 31 juillet 2020, à Orlando.
Lors des playoffs, les Rockets sont éliminés par les Lakers de Los Angeles, en cinq matchs. Mike D'Antoni, entraîneur de l'équipe, n'avait pas prolongé son contrat en début de saison et n'est pas reconduit pour la saison suivante.

## Matchs

### Summer League
| Summer League Total: 2-2 |

| Match | Date match | Équipe     | Score    | Meilleur marqueur         | Meilleur rebondeur        | Meilleur passeur   | Lieux Spectateurs    | Série |
| ----- | ---------- | ---------- | -------- | ------------------------- | ------------------------- | ------------------ | -------------------- | ----- |
| 1     | 6 juillet  | Dallas     | D 81-113 | Chris Clemons (25)        | Isaiah Hartenstein (13)   | Chris Chiozza (5)  | Cox Pavilion         | 0 - 1 |
| 2     | 7 juillet  | Portland   | D 87-97  | Clemons, Hartenstein (22) | Hartenstein, Williams (6) | Chris Chiozza (4)  | Cox Pavilion         | 0 - 2 |
| 3     | 9 juillet  | Sacramento | V 94-92  | Gary Clark (24)           | Johnathan Williams (9)    | Chris Chiozza (10) | Cox Pavilion         | 1 - 2 |
| 4     | 11 juillet | Utah       | V 87-78  | Chris Clemons (19)        | Adel, Williams (6)        | Chris Chiozza (5)  | Thomas & Mack Center | 2 - 2 |
| 5     | 13 juillet | Denver     |          |                           |                           |                    | Cox Pavilion         | -     |

### Pré-saison
| Pré-saison Total: 4-2 (Domicile : 1-1; Extérieur : 3-1) |

| Match | Date match   | Équipe          | Score     | Meilleur marqueur      | Meilleur rebondeur       | Meilleur passeur  | Lieux                   | Série |
| ----- | ------------ | --------------- | --------- | ---------------------- | ------------------------ | ----------------- | ----------------------- | ----- |
| 1     | 30 septembre | Shanghai Sharks | V 140-71  | Clint Capela (25)      | Blossomgame, Harden (12) | James Harden (17) | Toyota Center           | 1 - 0 |
| 2     | 4 octobre    | @ L.A. Clippers | V 109-96  | James Harden (37)      | Clint Capela (11)        | James Harden (7)  | Stan Sheriff Center     | 2 - 0 |
| 3     | 8 octobre    | @ Toronto       | D 129-134 | James Harden (34)      | Clint Capela (6)         | James Harden (7)  | Saitama Super Arena     | 2 - 1 |
| 4     | 10 octobre   | @ Toronto       | V 118-111 | Harden, Westbrook (22) | P. J. Tucker (10)        | James Harden (9)  | Saitama Super Arena     | 3 - 1 |
| 5     | 16 octobre   | San Antonio     | D 114-128 | James Harden (40)      | James Harden (10)        | James Harden (7)  | Toyota Center           | 3 - 2 |
| 6     | 18 octobre   | @ Miami         | V 144-133 | James Harden (44)      | Clint Capela (13)        | James Harden (7)  | American Airlines Arena | 4 - 2 |

### Matchs de préparation à Orlando avant la reprise de la saison régulière
| Matchs de préparation Total: 2-1 |

| Match | Date match | Équipe  | Score     | Meilleur marqueur | Meilleur rebondeur    | Meilleur passeur      | Lieux          | Série |
| ----- | ---------- | ------- | --------- | ----------------- | --------------------- | --------------------- | -------------- | ----- |
| 1     | 24 juillet | Toronto | D 83-94   | James Harden (24) | Russell Westbrook (9) | James Harden (10)     | The Arena      | 0 - 1 |
| 2     | 26 juillet | Memphis | V 119-104 | James Harden (31) | DeMarre Carroll (9)   | James Harden (9)      | HP Field House | 1 - 1 |
| 3     | 28 juillet | Boston  | V 137-112 | James Harden (35) | James Harden (8)      | Russell Westbrook (8) | The Arena      | 2 - 1 |

### Saison régulière
| Saison régulière Total: 44-28 (Domicile : 24-12; Extérieur : 20-16) |

| Match | Date match | Équipe           | Score     | Meilleur marqueur      | Meilleur rebondeur     | Meilleur passeur       | Lieux             | Série |
| ----- | ---------- | ---------------- | --------- | ---------------------- | ---------------------- | ---------------------- | ----------------- | ----- |
| 1     | 24 octobre | Milwaukee        | D 111-117 | Russell Westbrook (24) | Russell Westbrook (16) | James Harden (14)      | Toyota Center     | 0 - 1 |
| 2     | 26 octobre | Nouvelle-Orléans | V 126-123 | James Harden (29)      | Russell Westbrook (10) | Russell Westbrook (13) | Toyota Center     | 1 - 1 |
| 3     | 28 octobre | Oklahoma City    | V 116-112 | James Harden (40)      | Russell Westbrook (12) | Russell Westbrook (9)  | Toyota Center     | 2 - 1 |
| 4     | 30 octobre | @ Washington     | V 159-158 | James Harden (59)      | Clint Capela (12)      | Russell Westbrook (12) | Capital One Arena | 3 - 1 |

| Match | Date match   | Équipe                | Score     | Meilleur marqueur | Meilleur rebondeur      | Meilleur passeur       | Lieux                   | Série  |
| ----- | ------------ | --------------------- | --------- | ----------------- | ----------------------- | ---------------------- | ----------------------- | ------ |
| 5     | 1er novembre | @ Brooklyn            | D 116-123 | James Harden (36) | Chandler, Tucker (8)    | Harden, Westbrook (8)  | Barclays Center         | 3 - 2  |
| 6     | 3 novembre   | @ Miami               | D 100-129 | James Harden (29) | Clint Capela (7)        | Russell Westbrook (6)  | American Airlines Arena | 3 - 3  |
| 7     | 4 novembre   | @ Memphis             | V 107-100 | James Harden (44) | Clint Capela (13)       | James Harden (6)       | FedExForum              | 4 - 3  |
| 8     | 6 novembre   | Golden State          | V 129-112 | James Harden (36) | Clint Capela (16)       | James Harden (13)      | Toyota Center           | 5 - 3  |
| 9     | 9 novembre   | @ Chicago             | V 117-94  | James Harden (42) | Clint Capela (20)       | James Harden (9)       | United Center           | 6 - 3  |
| 10    | 11 novembre  | @ La Nouvelle-Orléans | V 122-116 | James Harden (39) | Clint Capela (20)       | James Harden (9)       | Smoothie King Center    | 7 - 3  |
| 11    | 13 novembre  | L.A. Clippers         | V 102-93  | James Harden (47) | Clint Capela (20)       | James Harden (7)       | Toyota Center           | 8 - 3  |
| 12    | 15 novembre  | Indiana               | V 111-102 | James Harden (44) | P. J. Tucker (12)       | Russell Westbrook (6)  | Toyota Center           | 9 - 3  |
| 13    | 16 novembre  | @ Minnesota           | V 125-105 | James Harden (49) | Isaiah Hartenstein (16) | James Harden (6)       | Target Center           | 10 - 3 |
| 14    | 18 novembre  | Portland              | V 132-108 | James Harden (36) | Clint Capela (20)       | Russell Westbrook (10) | Toyota Center           | 11 - 3 |
| 15    | 20 novembre  | @ Denver              | D 95-105  | James Harden (27) | Clint Capela (21)       | James Harden (7)       | Pepsi Center            | 11 - 4 |
| 16    | 22 novembre  | @ L.A. Clippers       | D 119-122 | James Harden (37) | Clint Capela (19)       | James Harden (12)      | Staples Center          | 11 - 5 |
| 17    | 24 novembre  | Dallas                | D 123-137 | James Harden (32) | Clint Capela (22)       | James Harden (11)      | Toyota Center           | 11 - 6 |
| 18    | 27 novembre  | Miami                 | V 117-108 | James Harden (34) | Russell Westbrook (9)   | Russell Westbrook (7)  | Toyota Center           | 12 - 6 |
| 19    | 30 novembre  | Atlanta               | V 158-111 | James Harden (60) | Ben McLemore (13)       | Harden, Westbrook (8)  | Toyota Center           | 13 - 6 |

| Match | Date match  | Équipe                | Score           | Meilleur marqueur      | Meilleur rebondeur      | Meilleur passeur       | Lieux                      | Série   |
| ----- | ----------- | --------------------- | --------------- | ---------------------- | ----------------------- | ---------------------- | -------------------------- | ------- |
| 20    | 3 décembre  | @ San Antonio         | D 133-135 (2OT) | James Harden (50)      | Clint Capela (21)       | Russell Westbrook (10) | AT&T Center                | 13 - 7  |
| 21    | 5 décembre  | @ Toronto             | V 119-109       | Ben McLemore (28)      | Capela, Westbrook (11)  | Russell Westbrook (10) | Scotiabank Arena           | 14 - 7  |
| 22    | 7 décembre  | Phoenix               | V 115-109       | James Harden (34)      | Russell Westbrook (14)  | Russell Westbrook (11) | Toyota Center              | 15 - 7  |
| 23    | 9 décembre  | Sacramento            | D 118-119       | Russell Westbrook (34) | P. J. Tucker (18)       | James Harden (10)      | Toyota Center              | 15 - 8  |
| 24    | 11 décembre | @ Cleveland           | V 116-110       | James Harden (55)      | Clint Capela (13)       | James Harden (8)       | Rocket Mortgage FieldHouse | 16 - 8  |
| 25    | 13 décembre | @ Orlando             | V 130-107       | James Harden (54)      | Capela, Tucker (11)     | James Harden (7)       | Amway Center               | 17 - 8  |
| 26    | 14 décembre | Détroit               | D 107-115       | James Harden (39)      | Clint Capela (19)       | James Harden (7)       | Toyota Center              | 17 - 9  |
| 27    | 16 décembre | San Antonio           | V 109-107       | Russell Westbrook (31) | Clint Capela (15)       | James Harden (7)       | Toyota Center              | 18 - 9  |
| 28    | 19 décembre | @ L.A. Clippers       | V 122-117       | Russell Westbrook (40) | P. J. Tucker (12)       | James Harden (10)      | Staples Center             | 19 - 9  |
| 29    | 21 décembre | @ Phoenix             | V 139-125       | James Harden (47)      | Clint Capela (17)       | Russell Westbrook (10) | Talking Stick Resort Arena | 20 - 9  |
| 30    | 23 décembre | @ Sacramento          | V 113-104       | James Harden (34)      | Clint Capela (14)       | Russell Westbrook (6)  | Golden 1 Center            | 21 - 9  |
| 31    | 25 décembre | @ Golden State        | D 104-116       | Russell Westbrook (30) | Russell Westbrook (12)  | James Harden (11)      | Chase Center               | 21 - 10 |
| 32    | 28 décembre | Brooklyn              | V 108-98        | James Harden (44)      | Isaiah Hartenstein (13) | Russell Westbrook (7)  | Toyota Center              | 22 - 10 |
| 33    | 29 décembre | @ La Nouvelle-Orléans | D 112-127       | Danuel House (22)      | Isaiah Hartenstein (9)  | Chris Clemons (9)      | Smoothie King Center       | 22 - 11 |
| 34    | 31 décembre | Denver                | V 130-104       | James Harden (35)      | Isaiah Hartenstein (12) | Russell Westbrook (7)  | Toyota Center              | 23 - 11 |

| Match | Date match | Équipe          | Score     | Meilleur marqueur      | Meilleur rebondeur      | Meilleur passeur       | Lieux                   | Série   |
| ----- | ---------- | --------------- | --------- | ---------------------- | ----------------------- | ---------------------- | ----------------------- | ------- |
| 35    | 3 janvier  | Philadelphie    | V 118-108 | James Harden (44)      | Clint Capela (14)       | James Harden (11)      | Toyota Center           | 24 - 11 |
| 36    | 8 janvier  | @ Atlanta       | V 122-115 | James Harden (41)      | Clint Capela (22)       | James Harden (10)      | State Farm Arena        | 25 - 11 |
| 37    | 9 janvier  | @ Oklahoma City | D 92-113  | Russell Westbrook (34) | Clint Capela (11)       | Russell Westbrook (5)  | Chesapeake Energy Arena | 25 - 12 |
| 38    | 11 janvier | Minnesota       | V 139-109 | James Harden (32)      | Isaiah Hartenstein (15) | Russell Westbrook (10) | Toyota Center           | 26 - 12 |
| 39    | 14 janvier | @ Memphis       | D 110-121 | James Harden (41)      | Clint Capela (16)       | James Harden (6)       | FedExForum              | 26 - 13 |
| 40    | 15 janvier | Portland        | D 107-117 | Russell Westbrook (31) | Clint Capela (18)       | Russell Westbrook (12) | Toyota Center           | 26 - 14 |
| 41    | 18 janvier | L.A. Lakers     | D 115-124 | Russell Westbrook (35) | Clint Capela (12)       | Harden, Westbrook (7)  | Toyota Center           | 26 - 15 |
| 42    | 20 janvier | Oklahoma City   | D 107-112 | Russell Westbrook (32) | Russell Westbrook (11)  | Russell Westbrook (12) | Toyota Center           | 26 - 16 |
| 43    | 22 janvier | Denver          | V 121-105 | Russell Westbrook (28) | Russell Westbrook (16)  | Russell Westbrook (8)  | Toyota Center           | 27 - 16 |
| 44    | 24 janvier | @ Minnesota     | V 131-124 | Russell Westbrook (45) | Clint Capela (9)        | Russell Westbrook (10) | Target Center           | 28 - 16 |
| 45    | 26 janvier | @ Denver        | D 110-117 | Russell Westbrook (32) | Clint Capela (12)       | Russell Westbrook (7)  | Pepsi Center            | 28 - 17 |
| 46    | 27 janvier | @ Utah          | V 126-117 | Eric Gordon (50)       | Danuel House (11)       | P. J. Tucker (5)       | Vivint Smart Home Arena | 29 - 17 |
| 47    | 29 janvier | @ Portland      | D 112-125 | Russell Westbrook (39) | Russell Westbrook (10)  | Russell Westbrook (6)  | Moda Center             | 29 - 18 |
| 48    | 31 janvier | Dallas          | V 128-121 | James Harden (35)      | James Harden (16)       | Russell Westbrook (9)  | Toyota Center           | 30 - 18 |

| Match                  | Date match | Équipe              | Score          | Meilleur marqueur      | Meilleur rebondeur       | Meilleur passeur       | Lieux                      | Série   |
| ---------------------- | ---------- | ------------------- | -------------- | ---------------------- | ------------------------ | ---------------------- | -------------------------- | ------- |
| 49                     | 2 février  | La Nouvelle-Orléans | V 117-109      | James Harden (40)      | Danuel House (12)        | James Harden (9)       | Toyota Center              | 31 - 18 |
| 50                     | 4 février  | Charlotte           | V 125-110      | James Harden (40)      | P. J. Tucker (10)        | James Harden (12)      | Toyota Center              | 32 - 18 |
| 51                     | 6 février  | @ L.A. Lakers       | V 121-111      | Russell Westbrook (41) | Covington, Westbrook (8) | James Harden (7)       | Staples Center             | 33 - 18 |
| 52                     | 7 février  | @ Phoenix           | D 91-127       | James Harden (32)      | Danuel House (6)         | James Harden (5)       | Talking Stick Resort Arena | 33 - 19 |
| 53                     | 9 février  | Utah                | D 113-114      | Russell Westbrook (39) | James Harden (10)        | James Harden (10)      | Toyota Center              | 33 - 20 |
| 54                     | 11 février | Boston              | V 116-105      | James Harden (42)      | Russell Westbrook (10)   | James Harden (7)       | Toyota Center              | 34 - 20 |
| NBA All-Star Game 2020 |            |                     |                |                        |                          |                        |                            |         |
| 55                     | 20 février | @ Golden State      | V 135-105      | James Harden (29)      | Trois joueurs (5)        | Harden, Westbrook (10) | Chase Center               | 35 - 20 |
| 56                     | 22 février | @ Utah              | V 120-110      | James Harden (38)      | Robert Covington (12)    | James Harden (7)       | Vivint Smart Home Arena    | 36 - 20 |
| 57                     | 24 février | New York            | V 123-112      | James Harden (37)      | Robert Covington (7)     | James Harden (9)       | Toyota Center              | 37 - 20 |
| 58                     | 26 février | Memphis             | V 140-112      | Russell Westbrook (33) | Russell Westbrook (9)    | Russell Westbrook (8)  | Toyota Center              | 38 - 20 |
| 59                     | 29 février | @ Boston            | V 111-110 (OT) | Russell Westbrook (41) | Robert Covington (16)    | James Harden (8)       | TD Garden                  | 39 - 20 |

| Match | Date match | Équipe        | Score     | Meilleur marqueur      | Meilleur rebondeur     | Meilleur passeur      | Lieux                 | Série   |
| ----- | ---------- | ------------- | --------- | ---------------------- | ---------------------- | --------------------- | --------------------- | ------- |
| 60    | 2 mars     | @ New York    | D 123-125 | James Harden (35)      | Robert Covington (13)  | James Harden (8)      | Madison Square Garden | 39 - 21 |
| 61    | 5 mars     | L.A. Clippers | D 105-120 | Russell Westbrook (29) | Russell Westbrook (15) | Russell Westbrook (5) | Toyota Center         | 39 - 22 |
| 62    | 7 mars     | @ Charlotte   | D 99-108  | James Harden (30)      | James Harden (10)      | James Harden (14)     | Spectrum Center       | 39 - 23 |
| 63    | 8 mars     | Orlando       | D 106-126 | Russell Westbrook (24) | Russell Westbrook (8)  | James Harden (6)      | Toyota Center         | 39 - 24 |
| 64    | 10 mars    | Minnesota     | V 117-111 | James Harden (37)      | P. J. Tucker (11)      | Harden, Westbrook (7) | Toyota Center         | 40 - 24 |

| Match | Date match | Équipe         | Score | Meilleur marqueur | Meilleur rebondeur | Meilleur passeur | Lieux                    | Série |
| ----- | ---------- | -------------- | ----- | ----------------- | ------------------ | ---------------- | ------------------------ | ----- |
| -     | Annulé     | @ L.A. Lakers  |       |                   |                    |                  | Staples Center           | -     |
| -     | Annulé     | @ Portland     |       |                   |                    |                  | Moda Center              | -     |
| -     | Annulé     | Cleveland      |       |                   |                    |                  | Toyota Center            | -     |
| -     | Annulé     | Sacramento     |       |                   |                    |                  | Toyota Center            | -     |
| -     | Annulé     | Chicago        |       |                   |                    |                  | Toyota Center            | -     |
| -     | Annulé     | @ Dallas       |       |                   |                    |                  | American Airlines Center | -     |
| -     | Annulé     | @ Milwaukee    |       |                   |                    |                  | Fiserv Forum             | -     |
| -     | Annulé     | @ Indiana      |       |                   |                    |                  | Bankers Life Fieldhouse  | -     |
| -     | Annulé     | @ Détroit      |       |                   |                    |                  | Little Caesars Arena     | -     |
| -     | Annulé     | @ Philadelphie |       |                   |                    |                  | Wells Fargo Center       | -     |
| -     | Annulé     | Golden State   |       |                   |                    |                  | Toyota Center            | -     |
| -     | Annulé     | Toronto        |       |                   |                    |                  | Toyota Center            | -     |
| -     | Annulé     | @ Dallas       |       |                   |                    |                  | American Airlines Center | -     |
| -     | Annulé     | San Antonio    |       |                   |                    |                  | Toyota Center            | -     |
| -     | Annulé     | Washington     |       |                   |                    |                  | Toyota Center            | -     |
| -     | Annulé     | @ San Antonio  |       |                   |                    |                  | AT&T Center              | -     |
| -     | Annulé     | Phoenix        |       |                   |                    |                  | Toyota Center            | -     |
| -     | Annulé     | Memphis        |       |                   |                    |                  | Toyota Center            | -     |

| Match | Date match | Équipe   | Score          | Meilleur marqueur | Meilleur rebondeur        | Meilleur passeur      | Lieux              | Série   |
| ----- | ---------- | -------- | -------------- | ----------------- | ------------------------- | --------------------- | ------------------ | ------- |
| 65    | 31 juillet | @ Dallas | V 153-149 (OT) | James Harden (49) | Covington, Westbrook (11) | Harden, Westbrook (8) | AdventHealth Arena | 41 - 24 |

| Match | Date match | Équipe        | Score     | Meilleur marqueur      | Meilleur rebondeur    | Meilleur passeur      | Lieux              | Série   |
| ----- | ---------- | ------------- | --------- | ---------------------- | --------------------- | --------------------- | ------------------ | ------- |
| 66    | 2 août     | Milwaukee     | V 120-116 | Russell Westbrook (31) | Covington, Harden (7) | Russell Westbrook (8) | AdventHealth Arena | 42 - 24 |
| 67    | 4 août     | @ Portland    | D 102-110 | James Harden (23)      | Covington, Tucker (8) | Harden, Westbrook (9) | AdventHealth Arena | 42 - 25 |
| 68    | 6 août     | L.A. Lakers   | V 113-97  | James Harden (39)      | James Harden (8)      | James Harden (12)     | AdventHealth Arena | 43 - 25 |
| 69    | 9 août     | @ Sacramento  | V 129-112 | Austin Rivers (41)     | Robert Covington (13) | James Harden (7)      | The Field House    | 44 - 25 |
| 70    | 11 août    | @ San Antonio | D 105-123 | Russell Westbrook (20) | Robert Covington (9)  | Russell Westbrook (6) | The Field House    | 44 - 26 |
| 71    | 12 août    | Indiana       | D 104-108 | James Harden (45)      | James Harden (17)     | James Harden (9)      | AdventHealth Arena | 44 - 27 |
| 72    | 14 août    | Philadelphie  | D 96-134  | James Harden (27)      | Bruno Caboclo (6)     | James Harden (10)     | AdventHealth Arena | 44 - 28 |

### Playoffs
| Playoffs Total: 5-7 (Domicile : 4-2; Extérieur : 1-5) |

| Match | Date match  | Équipe          | Score          | Meilleur marqueur      | Meilleur rebondeur    | Meilleur passeur      | Lieux              | Série |
| ----- | ----------- | --------------- | -------------- | ---------------------- | --------------------- | --------------------- | ------------------ | ----- |
| 1     | 18 août     | Oklahoma City   | V 123-108      | James Harden (37)      | James Harden (11)     | Danuel House (5)      | The Field House    | 1 - 0 |
| 2     | 20 août     | Oklahoma City   | V 111-98       | James Harden (21)      | Danuel House (9)      | James Harden (9)      | The Field House    | 2 - 0 |
| 3     | 22 août     | @ Oklahoma City | D 107-119 (OT) | James Harden (38)      | Danuel House (10)     | James Harden (8)      | The Field House    | 2 - 1 |
| 4     | 24 août     | @ Oklahoma City | D 114-117      | James Harden (32)      | P. J. Tucker (11)     | James Harden (15)     | The Field House    | 2 - 2 |
| 5     | 29 août     | Oklahoma City   | V 114-80       | James Harden (31)      | Jeff Green (10)       | Russell Westbrook (7) | The Field House    | 3 - 2 |
| 6     | 31 août     | @ Oklahoma City | D 100-104      | James Harden (32)      | P. J. Tucker (11)     | James Harden (7)      | AdventHealth Arena | 3 - 3 |
| 7     | 2 septembre | Oklahoma City   | V 114-80       | Covington, Gordon (21) | Robert Covington (10) | James Harden (9)      | AdventHealth Arena | 4 - 3 |

| Match | Date match   | Équipe        | Score     | Meilleur marqueur      | Meilleur rebondeur     | Meilleur passeur      | Lieux              | Série |
| ----- | ------------ | ------------- | --------- | ---------------------- | ---------------------- | --------------------- | ------------------ | ----- |
| 1     | 4 septembre  | @ L.A. Lakers | V 112-97  | James Harden (36)      | Tucker, Westbrook (9)  | Russell Westbrook (6) | AdventHealth Arena | 1 - 0 |
| 2     | 6 septembre  | @ L.A. Lakers | D 109-117 | James Harden (27)      | Russell Westbrook (13) | James Harden (7)      | AdventHealth Arena | 1 - 1 |
| 3     | 8 septembre  | L.A. Lakers   | D 102-112 | James Harden (33)      | James Harden (9)       | James Harden (9)      | AdventHealth Arena | 1 - 2 |
| 4     | 10 septembre | L.A. Lakers   | D 100-110 | Russell Westbrook (25) | Jeff Green (7)         | James Harden (10)     | AdventHealth Arena | 1 - 3 |
| 5     | 12 septembre | @ L.A. Lakers | D 96-119  | James Harden (30)      | James Harden (6)       | Russell Westbrook (6) | AdventHealth Arena | 1 - 4 |

### Confrontations en saison régulière
| Conférence Est      | Conférence Est                              | Conférence Est                              | Conférence Ouest                            | Conférence Ouest                            | Conférence Ouest                            | Conférence Ouest                            | Conférence Ouest                            |
| Division Atlantique | Division Atlantique                         | Division Atlantique                         | Division Nord-Ouest                         | Division Nord-Ouest                         | Division Nord-Ouest                         | Division Nord-Ouest                         | Division Nord-Ouest                         |
| Équipe              | Domicile                                    | Extérieur                                   | Équipe                                      | Domicile                                    | Domicile                                    | Extérieur                                   | Extérieur                                   |
| ------------------- | ------------------------------------------- | ------------------------------------------- | ------------------------------------------- | ------------------------------------------- | ------------------------------------------- | ------------------------------------------- | ------------------------------------------- |
| Boston              | 116-105                                     | 111-110 (OT)                                | Denver                                      | 130-104                                     | 121-105                                     | 95-105                                      | 110-117                                     |
| Brooklyn            | 108-98                                      | 116-123                                     | Minnesota                                   | 139-109                                     | 117-111                                     | 125-105                                     | 131-124                                     |
| New York            | 123-112                                     | 123-125                                     | Oklahoma City                               | 116-112                                     | 107-112                                     | 92-113                                      |                                             |
| Philadelphie        | 118-108                                     |                                             | Portland                                    | 132-108                                     | 107-117                                     | 112-125                                     |                                             |
| Toronto             |                                             | 119-109                                     | Utah                                        | 113-114                                     |                                             | 126-117                                     | 120-110                                     |
| Matchs à Orlando    |                                             |                                             |                                             |                                             |                                             |                                             |                                             |
| Philadelphie        | 96-134                                      |                                             | Portland                                    |                                             |                                             | 102-110                                     |                                             |
|                     | 4–1                                         | 2–2                                         |                                             | 6–3                                         | 6–3                                         | 4–5                                         | 4–5                                         |
| Division            | 6–3                                         | 6–3                                         | Division                                    | 10–8                                        | 10–8                                        | 10–8                                        | 10–8                                        |
| Division Centrale   | Division Centrale                           | Division Centrale                           | Division Pacifique                          | Division Pacifique                          | Division Pacifique                          | Division Pacifique                          | Division Pacifique                          |
| Équipe              | Domicile                                    | Extérieur                                   | Équipe                                      | Domicile                                    | Domicile                                    | Extérieur                                   | Extérieur                                   |
| Chicago             |                                             | 117-94                                      | Golden State                                | 129-112                                     |                                             | 104-116                                     | 135-105                                     |
| Cleveland           |                                             | 116-110                                     | L.A. Clippers                               | 102-93                                      | 105-120                                     | 119-122                                     | 122-117                                     |
| Detroit             | 107-115                                     |                                             | L.A. Lakers                                 | 115-124                                     |                                             | 121-111                                     |                                             |
| Indiana             | 111-102                                     |                                             | Phoenix                                     | 115-109                                     |                                             | 139-125                                     | 91-127                                      |
| Milwaukee           | 111-117                                     |                                             | Sacramento                                  | 118-119                                     |                                             | 113-104                                     |                                             |
| Matchs à Orlando    |                                             |                                             |                                             |                                             |                                             |                                             |                                             |
| Milwaukee           | 120-116                                     |                                             | L.A. Lakers                                 | 113-97                                      |                                             |                                             |                                             |
| Indiana             | 104-108                                     |                                             | Sacramento                                  |                                             |                                             | 129-112                                     |                                             |
|                     | 2–3                                         | 2–0                                         |                                             | 4–3                                         | 4–3                                         | 6–3                                         | 6–3                                         |
| Division            | 4–3                                         | 4–3                                         | Division                                    | 10–6                                        | 10–6                                        | 10–6                                        | 10–6                                        |
| Division Sud-Est    | Division Sud-Est                            | Division Sud-Est                            | Division Sud-Ouest                          | Division Sud-Ouest                          | Division Sud-Ouest                          | Division Sud-Ouest                          | Division Sud-Ouest                          |
| Équipe              | Domicile                                    | Extérieur                                   | Équipe                                      | Domicile                                    | Domicile                                    | Extérieur                                   | Extérieur                                   |
| Atlanta             | 158-111                                     | 122-115                                     | Dallas                                      | 123-137                                     | 128-121                                     |                                             |                                             |
| Charlotte           | 125-110                                     | 99-108                                      |                                             |                                             |                                             |                                             |                                             |
| Miami               | 117-108                                     | 100-129                                     | Memphis                                     | 140-112                                     |                                             | 107-100                                     | 110-121                                     |
| Orlando             | 106-126                                     | 130-107                                     | New Orleans                                 | 126-123                                     | 117-109                                     | 122-116                                     | 112-127                                     |
| Washington          |                                             | 159-158                                     | San Antonio                                 | 109-107                                     |                                             | 133-135 (2OT)                               |                                             |
| Matchs à Orlando    |                                             |                                             |                                             |                                             |                                             |                                             |                                             |
|                     |                                             |                                             | Dallas                                      |                                             |                                             | 153-149 (OT)                                |                                             |
|                     |                                             |                                             | San Antonio                                 |                                             |                                             | 105-123                                     |                                             |
|                     | 3–1                                         | 3–2                                         |                                             | 5–1                                         | 5–1                                         | 3–4                                         | 3–4                                         |
| Division            | 6–3                                         | 6–3                                         | Division                                    | 8–5                                         | 8–5                                         | 8–5                                         | 8–5                                         |
| Conférence          | 16–9 (Domicile : 9–5; Extérieur : 7–4)      | 16–9 (Domicile : 9–5; Extérieur : 7–4)      | Conférence                                  | 28–19 (Domicile : 15–7; Extérieur : 13–12)  | 28–19 (Domicile : 15–7; Extérieur : 13–12)  | 28–19 (Domicile : 15–7; Extérieur : 13–12)  | 28–19 (Domicile : 15–7; Extérieur : 13–12)  |
| Total               | 44–28 (Domicile : 24–12; Extérieur : 20–16) | 44–28 (Domicile : 24–12; Extérieur : 20–16) | 44–28 (Domicile : 24–12; Extérieur : 20–16) | 44–28 (Domicile : 24–12; Extérieur : 20–16) | 44–28 (Domicile : 24–12; Extérieur : 20–16) | 44–28 (Domicile : 24–12; Extérieur : 20–16) | 44–28 (Domicile : 24–12; Extérieur : 20–16) |

## Classements de la saison régulière
| Conférence Ouest | Conférence Ouest                | Conférence Ouest | Conférence Ouest | Conférence Ouest | Conférence Ouest | Conférence Ouest | Conférence Ouest |
| No               | Franchise                       | Vic.             | Def.             | MJ               | V/D              | GB               |                  |
| ---------------- | ------------------------------- | ---------------- | ---------------- | ---------------- | ---------------- | ---------------- | ---------------- |
| 1                | Lakers de Los Angeles           | 52               | 19               | 71               | .732             | –                |                  |
| 2                | Clippers de Los Angeles         | 49               | 23               | 72               | .681             | 3.5              |                  |
| 3                | Nuggets de Denver               | 46               | 27               | 73               | .630             | 7                |                  |
| 4                | Rockets de Houston              | 44               | 28               | 72               | .611             | 8.5              |                  |
| 5                | Thunder d'Oklahoma City         | 44               | 28               | 72               | .611             | 8.5              |                  |
| 6                | Jazz de l'Utah                  | 44               | 28               | 72               | .611             | 8.5              |                  |
| 7                | Mavericks de Dallas             | 43               | 32               | 75               | .573             | 11               |                  |
| 8                | Trail Blazers de Portland (PI)  | 35               | 39               | 74               | .473             | 18.5             |                  |
|                  |                                 |                  |                  |                  |                  |                  |                  |
| 9                | Grizzlies de Memphis (PI)       | 34               | 39               | 73               | .466             | 19               |                  |
| 10               | Suns de Phoenix                 | 34               | 39               | 73               | .466             | 19               |                  |
| 11               | Spurs de San Antonio            | 32               | 39               | 71               | .451             | 20               |                  |
| 12               | Kings de Sacramento             | 31               | 41               | 72               | .431             | 21.5             |                  |
| 13               | Pelicans de La Nouvelle-Orléans | 30               | 42               | 72               | .417             | 22.5             |                  |
| 14               | Timberwolves du Minnesota       | 19               | 45               | 64               | .297             | 29.5             |                  |
| 15               | Warriors de Golden State        | 15               | 50               | 65               | .231             | 34               |                  |

| Division Sud-Ouest       | V  | D  | MJ | V/D  | GB   | Dom   | Ext   | Div  |
| ------------------------ | -- | -- | -- | ---- | ---- | ----- | ----- | ---- |
| Rockets de Houston       | 44 | 28 | 72 | .611 | –    | 24–12 | 20–16 | 8–5  |
| Mavericks de Dallas      | 43 | 32 | 75 | .573 | 2.5  | 20–18 | 23–14 | 10–4 |
| Grizzlies de Memphis     | 34 | 39 | 73 | .466 | 10.5 | 20–17 | 14–22 | 4–9  |
| Spurs de San Antonio     | 32 | 39 | 71 | .451 | 11.5 | 19–15 | 13–24 | 7–6  |
| Pelicans de Nlle-Orléans | 30 | 42 | 72 | .417 | 14   | 15–21 | 15–21 | 4–9  |

## Effectif

### Effectif actuel
| Rockets de Houston Effectif actuel                                                      |    |                        |                             |                           |
| Entraîneur : Mike D'Antoni                                                              |    |                        |                             |                           |
| Ailier / Ailier fort                                                                    | 5  | Drapeau du Brésil      | Bruno Caboclo               | Pinheiros                 |
| Ailier / Ailier fort                                                                    | 9  | Drapeau des États-Unis | DeMarre Carroll             | Missouri                  |
| Pivot                                                                                   | 19 | Drapeau des États-Unis | Tyson Chandler              | Dominguez High School     |
| Meneur                                                                                  | 3  | Drapeau des États-Unis | Chris Clemons (R)           | Campbell                  |
| Ailier / Ailier fort                                                                    | 33 | Drapeau des États-Unis | Robert Covington            | Tigers de Tennessee State |
| Arrière                                                                                 | 21 | Drapeau des États-Unis | Michael Frazier II (R) (TW) | Florida                   |
| Arrière                                                                                 | 10 | Drapeau des États-Unis | Eric Gordon                 | Indiana                   |
| Ailier fort / Pivot                                                                     | 32 | Drapeau des États-Unis | Jeff Green                  | Georgetown                |
| Meneur / Arrière                                                                        | 13 | Drapeau des États-Unis | James Harden                | Arizona State             |
| Arrière / Ailier                                                                        | 4  | Drapeau des États-Unis | Danuel House                | Texas                     |
| Ailier                                                                                  | 52 | Drapeau de la France   | William Howard (R) (TW)     | Limoges CSP               |
| Ailier / Ailier fort                                                                    | 12 | Drapeau du Cameroun    | Luc Mbah a Moute (S)        | UCLA                      |
| Arrière                                                                                 | 16 | Drapeau des États-Unis | Ben McLemore                | Kansas                    |
| Arrière                                                                                 | 0  | Drapeau des États-Unis | David Nwaba                 | Cal Poly                  |
| Arrière                                                                                 | 25 | Drapeau des États-Unis | Austin Rivers               | Duke                      |
| Arrière / Ailier                                                                        | 18 | Drapeau de la Suisse   | Thabo Sefolosha             | Pallacanestro Biella      |
| Ailier / Ailier fort                                                                    | 17 | Drapeau des États-Unis | P. J. Tucker                | Texas                     |
| Meneur                                                                                  | 0  | Drapeau des États-Unis | Russell Westbrook           | UCLA                      |
| (R) - Rookie, (TW) - Two-way contract, Blessé, (S) - Joueurs supplémentaires à Orlando. |    |                        |                             |                           |

## Récompenses durant la saison
Récapitulatif des récompenses obtenues par les joueurs de l'équipe durant la saison.
| Date                      | Joueur            | Récompense                                    |
| ------------------------- | ----------------- | --------------------------------------------- |
| 4 novembre - 10 novembre  | James Harden      | Joueur de la semaine dans la conférence Ouest |
| 11 novembre - 17 novembre | James Harden      | Joueur de la semaine dans la conférence Ouest |
| Décembre                  | James Harden      | Joueur du mois de la conférence Ouest         |
| 16 février                | James Harden      | ☆ All-Star 2020 ☆                             |
| 16 février                | Russell Westbrook | ☆ All-Star 2020 ☆                             |
| Février                   | Mike D'Antoni     | Entraîneur du mois de la conférence Ouest     |
| 16 septembre              | James Harden      | All-NBA First Team                            |
| 16 septembre              | Russell Westbrook | All-NBA Third Team                            |

## Transactions
Le détail des différents contrats signés par l'équipe est disponible dans la section supérieure des contrats des joueurs, avec les montants des salaires.

### Échanges
| Juillet | Juillet | Juillet | Juillet |
| --- | --- | --- | ------- |
| 16 juillet | Vers les Rockets de Houston - Russell Westbrook | Vers le Thunder d'Oklahoma City - Chris Paul - Droit d'échange du premier tour de draft 2021 (protégé) - Premier tour de draft 2024 (protégé) - Droit d'échange du premier tour de draft 2025 (protégé) - Premier tour de draft 2026 | [ 7 ]   |
| Février | | |         |
| 5 février | | |         |
| Échange à quatre équipes | Échange à quatre équipes | [ 8 ] |         |
| Vers les Rockets de Houston - Robert Covington (De Minnesota) - Jordan Bell (De Minnesota) - Second tour de draft 2024 de Golden State (De Minnesota)                                                                | Vers les Hawks d'Atlanta - Clint Capela (De Houston) - Nenê (De Houston) | [ 8 ] |         |
| Vers les Timberwolves du Minnesota - Malik Beasley (De Denver) - Juan Hernangómez (De Denver) - Jarred Vanderbilt (De Denver) - Evan Turner (D'Atlanta) - Premier tour de draft 2020 protégé de Brooklyn (D'Atlanta) | Vers les Nuggets de Denver - Shabazz Napier (De Minnesota) - Noah Vonleh (De Minnesota) - Keita Bates-Diop (De Minnesota) - Gerald Green (De Houston) - Premier tour de draft 2020 (De Houston) | [ 8 ] |         |
| 6 février | Vers les Rockets de Houston - Bruno Caboclo | Vers les Grizzlies de Memphis - Jordan Bell - Droit d'échange du second tour de draft 2023 | [ 9 ]   |

### Joueurs qui re-signent
| Date       | Joueur                   |
| ---------- | ------------------------ |
| 16/07/2019 | Danuel House (Restreint) |
| 16/07/2019 | Austin Rivers            |
| 22/07/2019 | Gerald Green             |
| 06/09/2019 | Nenê                     |

### Options dans les contrats
| Date       | Joueur       | Option                                                                  |
| ---------- | ------------ | ----------------------------------------------------------------------- |
| 29/06/2019 | Nenê         | Nenê décline son option joueur de 3 825 360 $ pour la saison 2019-2020. |
| 29/06/2019 | Trevon Duval | Houston décline la Qualifying Offer pour la saison 2019-2020.           |

## Arrivées

### Agents libres
| Date       | Joueur                 | Provenance                               |
| ---------- | ---------------------- | ---------------------------------------- |
| 12/06/2019 | Deyonta Davis          | Hawks d'Atlanta (Claimed off of waviers) |
| 02/07/2019 | Chris Clemons          | Fighting Camels de Campbell (NCAA)       |
| 02/07/2019 | William McDowell-White | Brose Bamberg                            |
| 02/07/2019 | Shamorie Ponds         | Red Storm de Saint John (NCAA)           |
| 18/07/2019 | Tyson Chandler         | Lakers de Los Angeles                    |
| 23/07/2019 | Ben McLemore           | Kings de Sacramento                      |
| 25/07/2019 | Anthony Bennett        | Clippers d'Agua Caliente (G-League)      |
| 23/09/2019 | Thabo Sefolosha        | Jazz de l'Utah                           |
| 26/09/2019 | Ryan Anderson          | Heat de Miami                            |
| 26/09/2019 | Jaron Blossomgame      | Cavaliers de Cleveland                   |
| 10/10/2019 | Ray Spalding           | Hawks d'Atlanta (Claimed off of waviers) |
| 17/10/2019 | Matur Maker            | KK Laško                                 |
| 27/12/2019 | Chris Clemons          | Rockets de Houston (Two-way contract)    |
| 20/02/2020 | DeMarre Carroll        | Spurs de San Antonio                     |
| 28/02/2020 | Jeff Green             | Rockets de Houston (contrat de 10 jours) |
| 23/06/2020 | David Nwaba            | Nets de Brooklyn                         |

### Contrats de 10 jours
| Date       | Joueur     | Provenance     |
| ---------- | ---------- | -------------- |
| 18/02/2020 | Jeff Green | Jazz de l'Utah |

### Contratstwo-way
| Date       | Joueur             | Provenance                              |
| ---------- | ------------------ | --------------------------------------- |
| 20/10/2019 | Michael Frazier II | Rockets de Houston                      |
| 21/10/2019 | Chris Clemons      | Fighting Camels de Campbell (NCAA)      |
| 21/10/2019 | Ronshad Shabazz    | Mountaineers d'Appalachian State (NCAA) |
| 27/12/2019 | William Howard     | Stars de Salt Lake City (G-League)      |

### Joueurs supplémentaires pour la reprise à Orlando (Substitute players)
| Date       | Joueur           | Joueur remplacé | Provenance              |
| ---------- | ---------------- | --------------- | ----------------------- |
| 06/07/2020 | Luc Mbah a Moute | Thabo Sefolosha | Clippers de Los Angeles |

## Départs

### Agents libres
| Date       | Joueur                     | Nouvelle équipe¹            |
| ---------- | -------------------------- | --------------------------- |
| 16/07/2019 | William Howard (Restreint) | ASVEL Lyon-Villeurbanne     |
| 15/08/2019 | Zhou Qi                    | Xinjiang Flying Tigers      |
| 19/09/2019 | Joe Johnson                | Pistons de Détroit          |
| 18/10/2019 | Vincent Edwards            | Thunder d'Oklahoma City     |
| 26/10/2019 | Trevon Duval               | Wolves de l'Iowa (G-League) |
| 06/11/2019 | Kenneth Faried             | Zhejiang Lions              |
| 13/11/2019 | Iman Shumpert              | Nets de Brooklyn            |

### Joueurs coupés
¹ Il s'agit de l’équipe pour laquelle le joueur a signé après son départ, il a pu entre-temps changer d'équipe ou encore de pays.
| Date       | Joueur                 | Nouvelle équipe¹                  |
| ---------- | ---------------------- | --------------------------------- |
| 30/07/2019 | Chris Chiozza          | Wizards de Washington             |
| 30/07/2019 | Deyonta Davis          | Warriors de Santa Cruz (G-League) |
| 26/09/2019 | William McDowell-White |                                   |
| 18/11/2019 | Ryan Anderson          |                                   |
| 07/01/2020 | Gary Clark             | Magic d'Orlando                   |
| 23/06/2020 | Isaiah Hartenstein     |                                   |

### Joueurs non retenus au training camp
Liste des joueurs non retenus pour commencer la saison NBA.
| Joueur             |
| ------------------ |
| Anthony Bennett    |
| Jaron Blossomgame  |
| Michael Frazier II |
| Matur Maker        |
| Shamorie Ponds     |
| Ronshad Shabazz    |
| Ray Spalding       |

## Situation à la fin de la saison

### Joueurs "agents libres"
| Joueur           | Fin de saison         |
| ---------------- | --------------------- |
| Bruno Caboclo    | Agent libre           |
| DeMarre Carroll  | Agent libre           |
| Tyson Chandler   | Agent libre           |
| Michael Frazier  | Agent libre restreint |
| Jeff Green       | Agent libre           |
| William Howard   | Agent libre restreint |
| Luc Mbah a Moute | Agent libre           |
| Thabo Sefolosha  | Agent libre           |

### Options en fin de saison
| Joueur        | Fin de saison    |
| ------------- | ---------------- |
| David Nwaba   | Option d'équipe. |
| Austin Rivers | Option joueur.   |